# Касталь-Мааф (нохія)
Касталь-Мааф (араб. ناحية قسطل معاف‎‎) — нохія у Сирії, що входить до складу району Латакія провінції Латакія. Адміністративний центр — м. Касталь-Мааф.
| Сирія | Це незавершена стаття з географії Сирії. Ви можете допомогти проєкту, виправивши або дописавши її. |